# Bumpy Ride
Singles de Mohombi
Dirty Situation
(2010)
Bumpy Ride est une chanson du chanteur congolais Mohombi sortie en 2010. Ce titre est produit par RedOne.

## Listes des pistes
Téléchargement digital (version américaine)
1. Bumpy Ride – 3:46

Téléchargement digital (version allemande)
1. Bumpy Ride – 3:46
2. Bumpy Ride (Chuckie Remix) – 6:23

## Classement
| Classement (2010)                       | Meilleure position |
| --------------------------------------- | ------------------ |
| Belgique (Flandre Ultratop 50 Singles)  | 16                 |
| Belgique (Wallonie Ultratop 50 Singles) | 22                 |
| Danemark (Tracklisten)                  | 11                 |
| France (SNEP)                           | 3                  |
| France (Club 40)                        | 1                  |
| Pays-Bas (Single Top 100)               | 2                  |
| Norvège (VG-lista)                      | 20                 |
| Pologne (Nielsen BDS)                   | 4                  |
| Slovaquie (IFPI Rádio)                  | 3                  |
| Suède (Sverigetopplistan)               | 6                  |
| Suisse (Schweizer Hitparade)            | 48                 |

## Historique de sortie
| Pays        | Date             | Label              | Format           |
| ----------- | ---------------- | ------------------ | ---------------- |
| États-Unis  | 24 août 2010     | Interscope Records | Digital download |
| Allemagne   | 3 septembre 2010 | Universal Music    | Digital download |
| Royaume-Uni | 4 octobre 2010   | Island Records     | Digital download |